# Casa Branca (São Paulo)
Casa Branca é um município brasileiro do interior do estado de São Paulo. Sua população estimada em 2024 era de 28.786 habitantes. O município é formado pela sede e pelos distritos de Lagoa Branca e Venda Branca.

## História
O vilarejo se originou ao redor de uma casa branca que era utilizada pelos bandeirantes como pousada, no século XVII. Era acessado pelo antigo caminho de Goyaz ou "estrada dos Goiazes", a qual ligava São Paulo às antigas minas de ouro de Goiás.
Foi elevada a Freguesia de Nossa Senhora das Dores de Casa Branca em 1814, pertencendo ainda ao território de Mogi Mirim, sendo elevada à categoria de Vila em 1841. Foi elevada à categoria de cidade em 1872.

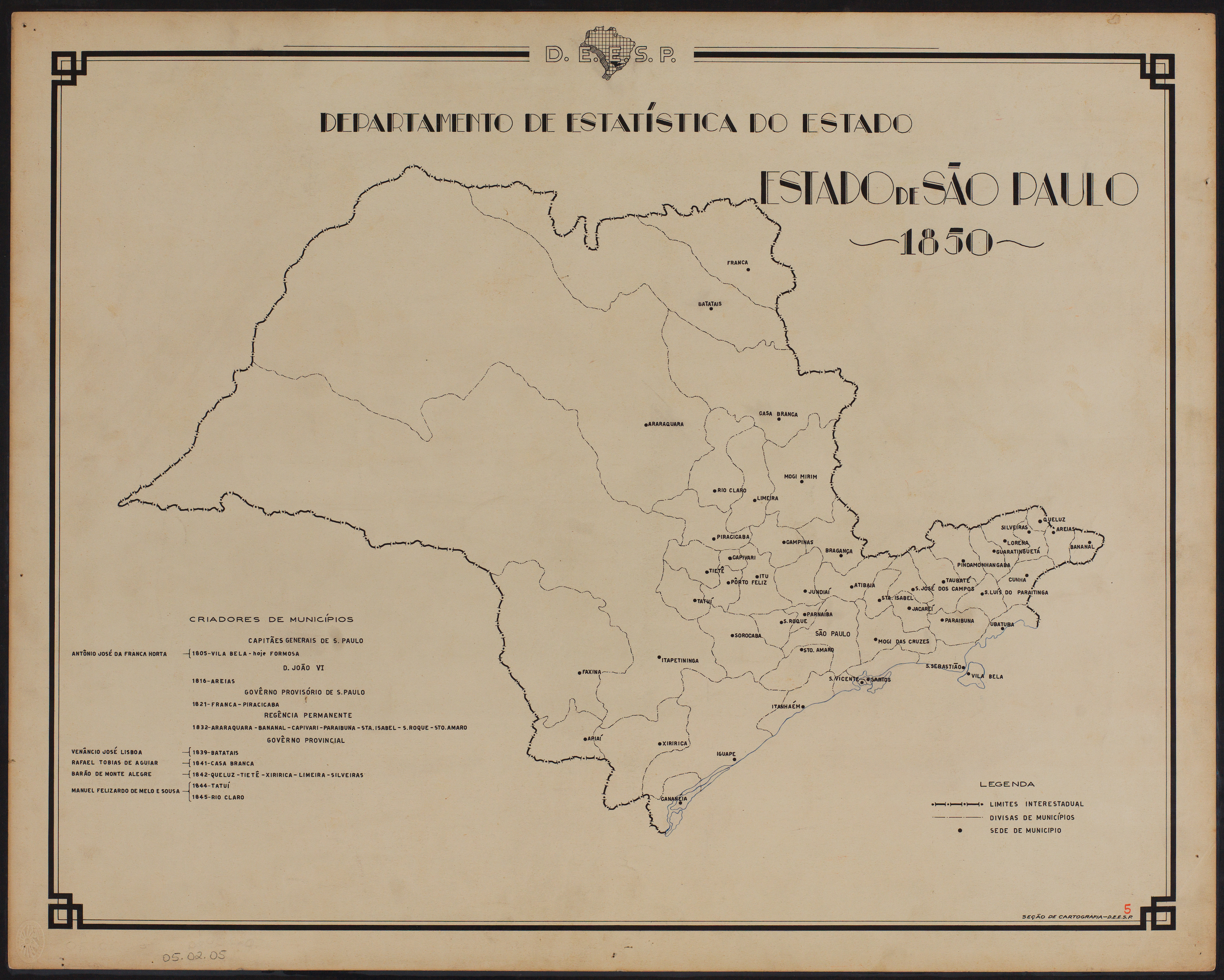
Estado de São Paulo (1850).

Em 1819, Casa Branca foi visitada pelo naturalista francês Auguste de Saint-Hilaire, o qual deixou relato sobre as antigas casas dos açorianos e sobre a igreja dedicada a Nossa Senhora das Dores.
O município possuía grande parte de seu calçamento em paralelepípedo, principalmente na região central, o qual acabou sendo coberto por asfalto em meados de 2018/2019. Os paralelepípedos eram tidos como charme do município, podendo-se, ainda, encontrar duas estações de trem.
A principal delas hoje está situada no bairro do Desterro onde também está localizada a principal igreja de Casa Branca, uma torre de panorama da cidade, além de um grande terminal. O Terminal Intermodal Rodoferroviário Porto seco sendo administrado pela Ferrovia Centro-Atlântica e a Vale S.A., inaugurado em 3 de maio de 2005.
O terminal tem potencial para cargas e descargas de contêineres de diversos produtos como: açúcar, café, cachaça, entre outros e é um dos principais afluentes entre o Brasil todo, e passa pelas cidades Montes Claros, Belo Horizonte, Uberlândia, Brasília, São Paulo, Ribeirão Preto, Casa Branca e Santos. Já a segunda estação abriga hoje o museu da cidade.

## Geografia
Localiza-se a uma latitude 21º46'26" sul e a uma longitude 47º05'11" oeste, estando a uma altitude de 684 metros.

### Relevo
Em Casa Branca pode-se observar o fenômeno conhecido por voçoroca, onde o terreno sofre imensa erosão, formando-se crateras no solo, conferindo-lhe aspecto dos conhecidos canyons norte-americanos.

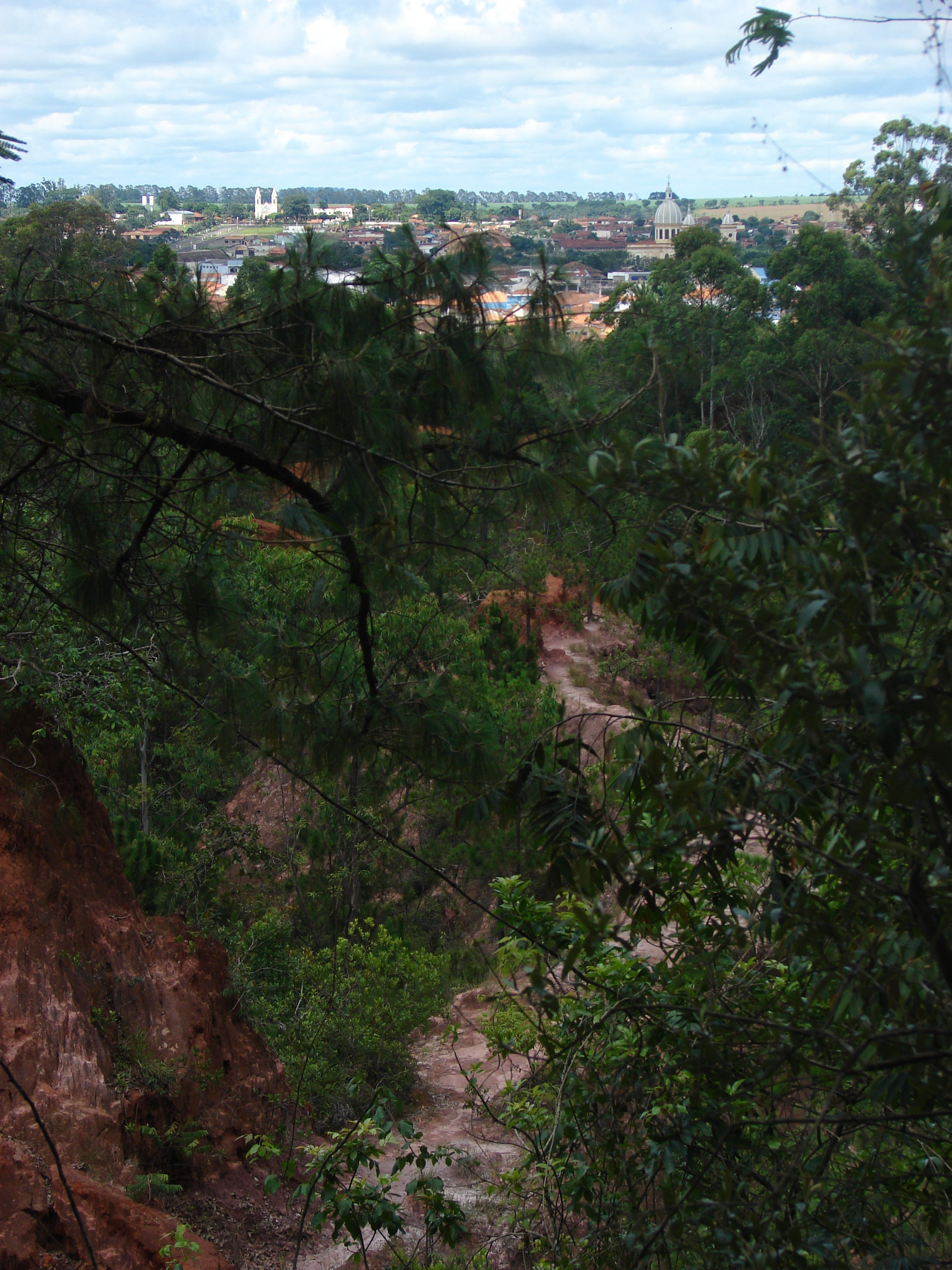
Voçoroca e a cidade de Casa Branca ao fundo.

É possível reparar as diversas camadas de minerais encontrados no terreno, já que conforme o terreno vai cedendo à erosão, deixa exposto o terreno 'em fatias' mostrando as diversas camadas de terra de cores diversas.

### Hidrografia
- Rio Tambaú
- Rio Pardo
- Rio Jaguari
- Rio Verde
- Rio Congonhas

### Rodovias
- SP-215
- SP-340
- SP-350

### Ferrovias
- Linha Tronco da antiga Companhia Mogiana de Estradas de Ferro [10]
- Variante Lagoa-Tambaú da antiga Companhia Mogiana de Estradas de Ferro [11]

## Demografia

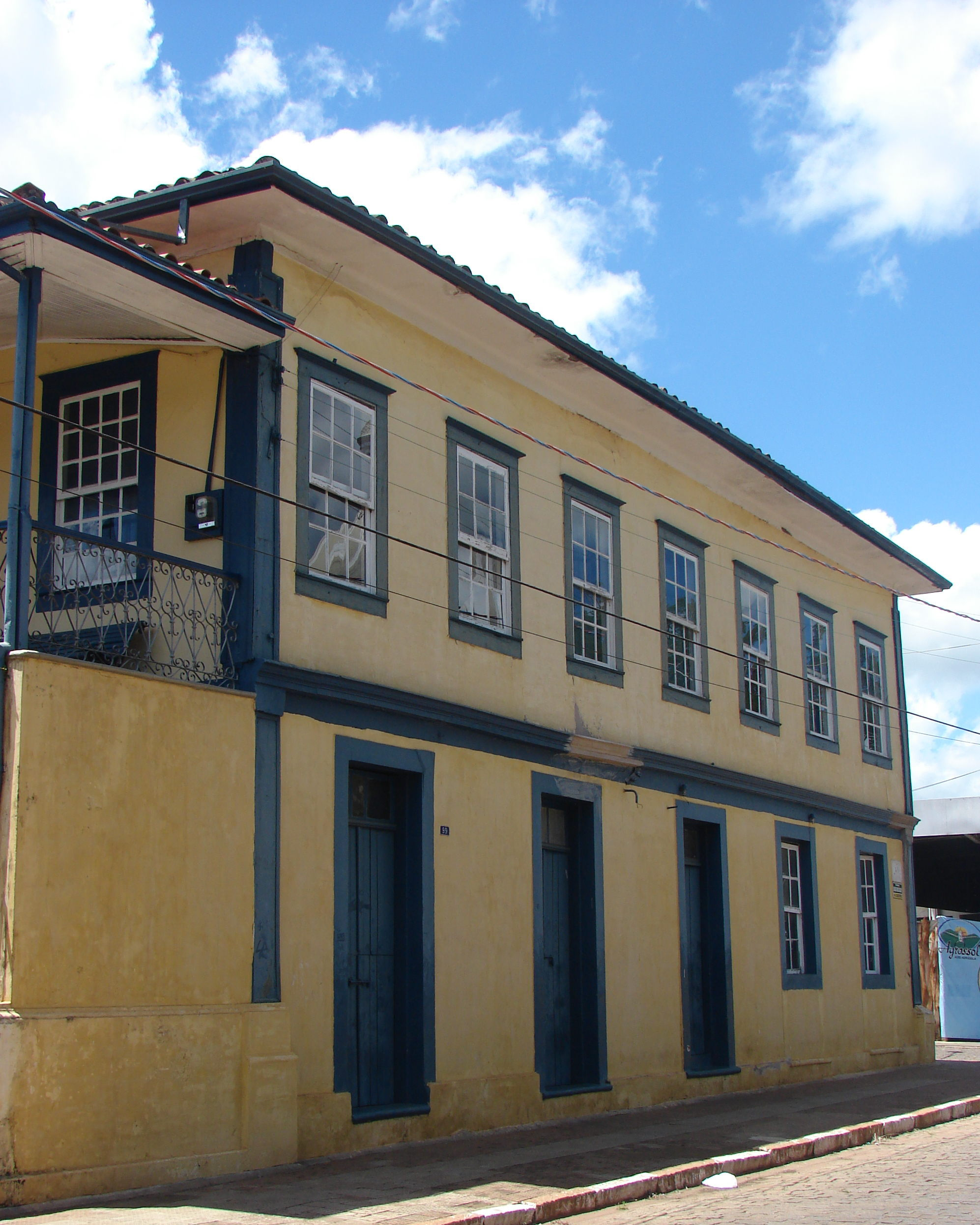
Prédio histórico em Casa Branca.

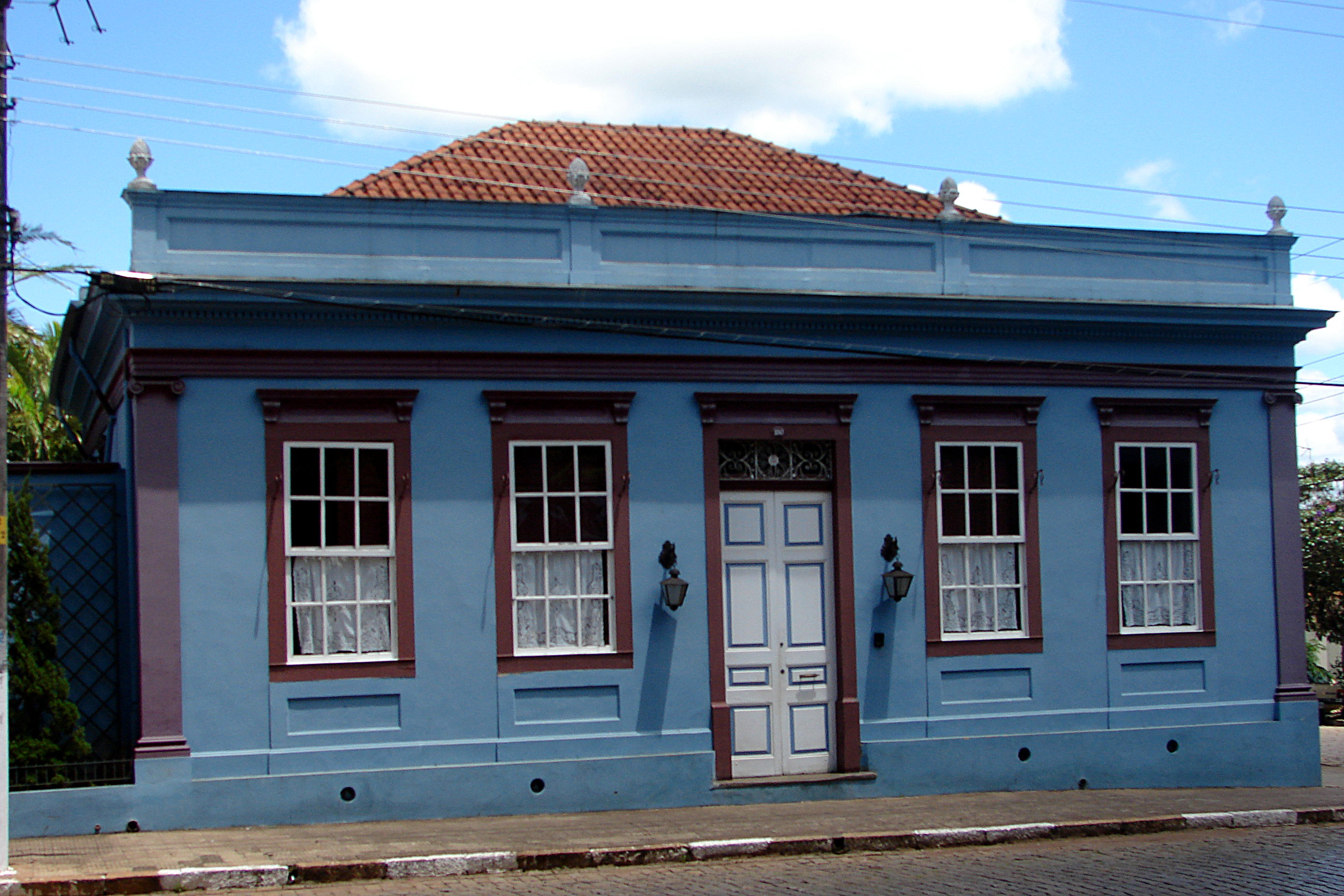
Casarão histórico.

### População
| Crescimento populacional                             | Crescimento populacional | Crescimento populacional | Crescimento populacional |
| Ano                                                  | População Total          |                          | %±                       |
| ---------------------------------------------------- | ------------------------ | ------------------------ | ------------------------ |
| 1872                                                 | 10 281                   |                          |                          |
| 1890                                                 | 13 482                   |                          | 31,1%                    |
| 1900                                                 | 16 133                   |                          | 19,7%                    |
| 1910                                                 | 22 553                   |                          | 39,8%                    |
| 1920                                                 | 26 397                   |                          | 17,0%                    |
| 1925                                                 | 28 068                   |                          | 6,3%                     |
| 1934                                                 | 26 701                   |                          | −4,9%                    |
| 1937                                                 | 28 545                   |                          | 6,9%                     |
| 1940                                                 | 21 993                   |                          | −23,0%                   |
| 1946                                                 | 24 844                   |                          | 13,0%                    |
| 1950                                                 | 21 123                   |                          | −15,0%                   |
| 1958                                                 | 20 627                   |                          | −2,3%                    |
| 1960                                                 | 17 401                   |                          | −15,6%                   |
| 1970                                                 | 18 170                   |                          | 4,4%                     |
| 1980                                                 | 21 744                   |                          | 19,7%                    |
| 1991                                                 | 25 308                   |                          | 16,4%                    |
| 2000                                                 | 26 800                   |                          | 5,9%                     |
| 2010                                                 | 28 307                   |                          | 5,6%                     |
| 2022                                                 | 28 083                   |                          | −0,8%                    |
| Est. 2024                                            | 28 786                   | [ 12 ]                   | 2,5%                     |
| Fontes: Censos Demográficos IBGE e Estimativas SEADE |                          |                          |                          |

### Dados demográficos
- Dados do Censo de 2010

População Total: 28.307
- Urbana: 23.154
- Rural: 5.153
  - Homens: 14.997
  - Mulheres: 13.310

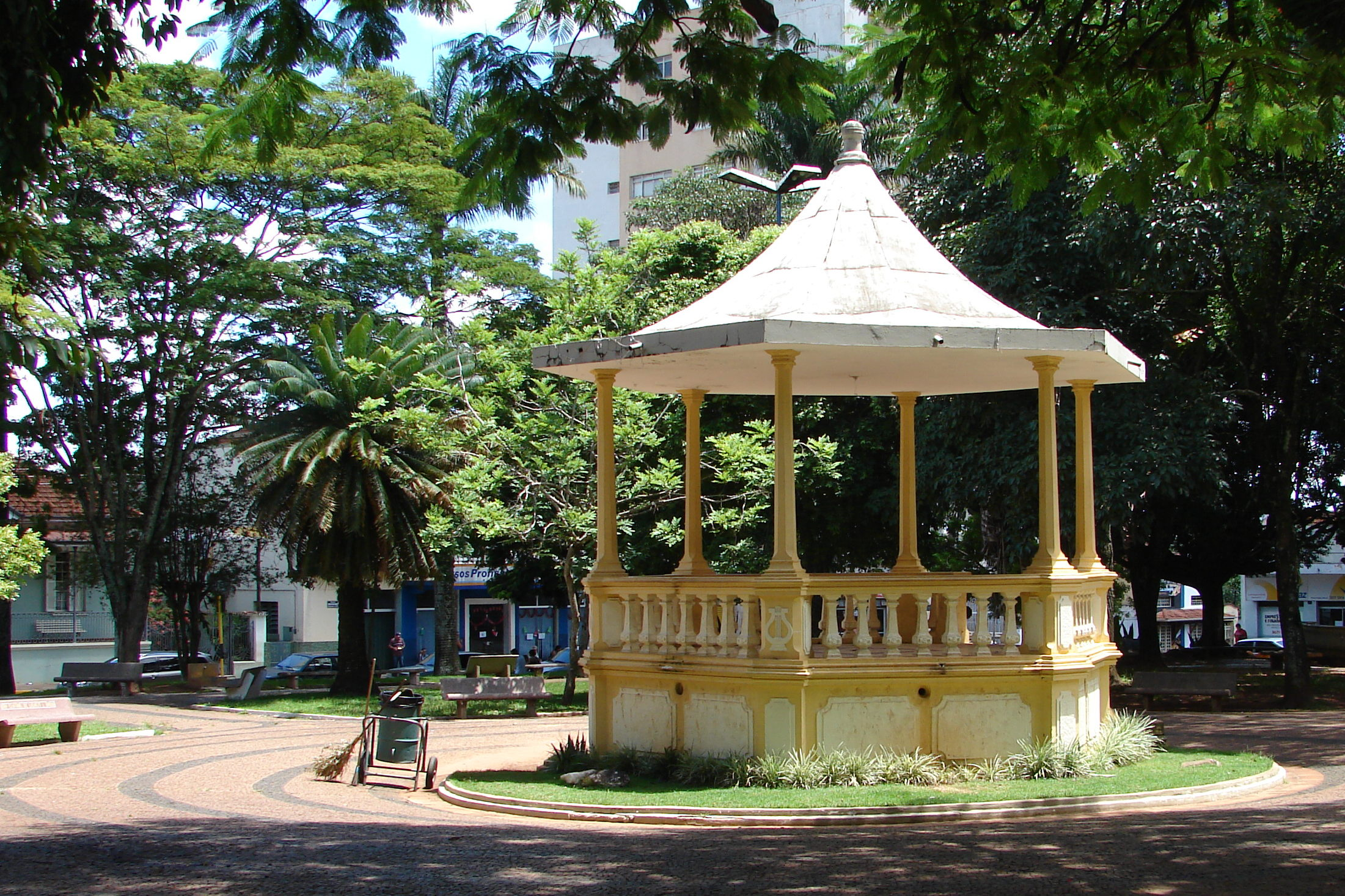
Coreto.

- Densidade demográfica (hab./km²): 32,76
- Mortalidade infantil até 1 ano (por mil): 12,08
- Expectativa de vida (anos): 73,38
- Taxa de fecundidade (filhos por mulher): 2,42
- Taxa de Alfabetização: 89,86%
- Índice de Desenvolvimento Humano (IDH-M): 0,810
- IDH-M Renda: 0,748
- IDH-M Longevidade: 0,806
- IDH-M Educação: 0,875

(Fonte: IPEADATA)

## Política e administração
- Prefeito:  Marco Cesar de Paiva Aga (2021/2024)
- Vice-prefeito: Antônio Eduardo Marçon Nogueira
- Presidente da Câmara: Carlos André Casalli

## Infraestrutura

### Educação
- EE Dr. Francisco Thomaz de Carvalho

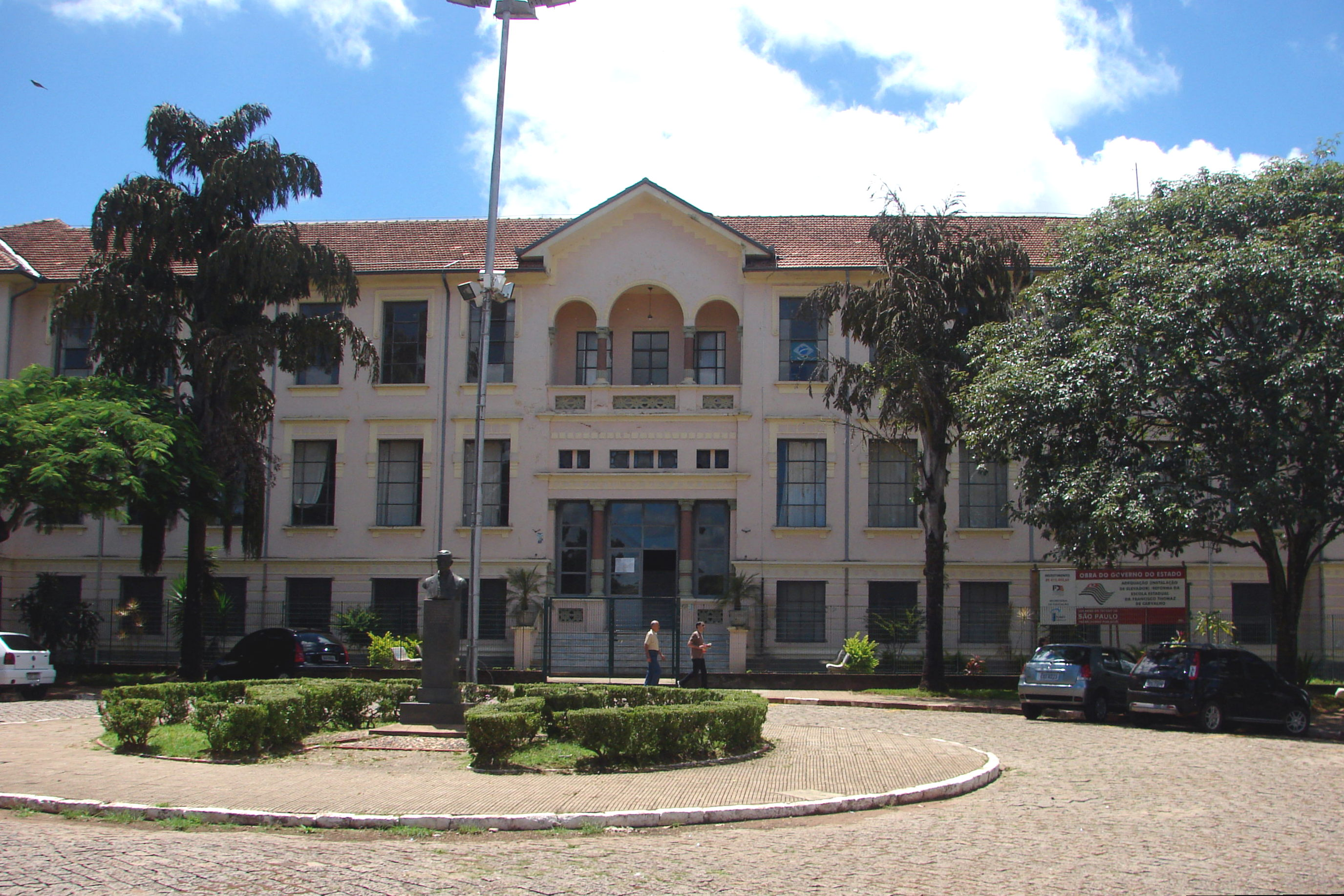
EE Dr. Francisco Thomaz de Carvalho.

A escola tem 108 anos e está localizada em meio a sobrados e casarões de diferentes estilos arquitetônicos da época cafeeira na cidade de Casa Branca. A escola foi inaugurada em 1932, após permanecer em obras durante toda a década de 1920, e foi tombada pelo Conselho de Defesa do Patrimônio Histórico, Arqueológico, Artístico e Turístico do Estado de São Paulo (Condephaat) em 2002.
Mantém em seu acervo a obra botânica “Flora Brasiliensis” – coleção formada por 20 volumes escritos por naturalistas alemães e austríacos entre 1840 e 1906, em latim, e com ilustrações em litografia por Carl Friedrich Phillipp Von Martius e Johann Baptist Von Spix. A coleção foi patrocinada pelas Coroas do Brasil, da Áustria e da Baviera. Atualmente existem apenas cinco coleções originais no mundo e esta consta no catálogo do Patrimônio Bibliográfico Nacional.

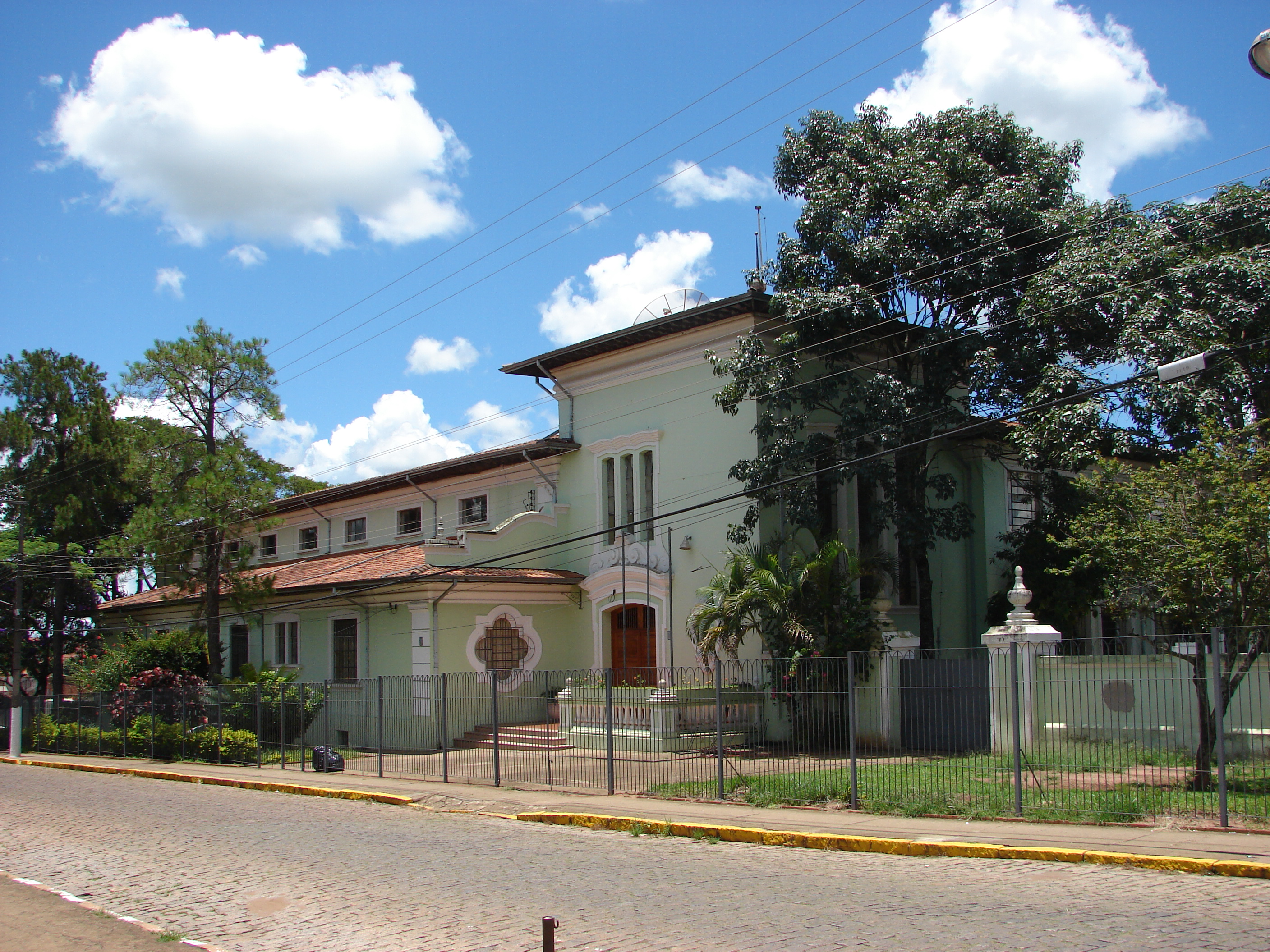
EMEB Dr. Rubião Júnior.

- EMEB Dr. Rubião Júnior[18]

### Comunicações
O sistema de telefones automáticos foi inaugurado na cidade em 1967 pela Cia. Telefônica Média Mogiana. Já o sistema de discagem direta à distância (DDD) foi implantado em 1982 pela Telecomunicações de São Paulo (TELESP) com o código de área (0196).
Na década de 90 o código DDD da cidade foi alterado para (019), para padronização do sistema telefônico com a telefonia celular que estava sendo implantada em todo o estado.

### Saneamento
O serviço de abastecimento de água é feito pela Águas de Casa Branca (ACB).

### Energia
A concessionária de energia elétrica que atende o município é a CPFL Santa Cruz (antiga CPFL Leste Paulista), distribuidora do grupo CPFL Energia.

## Pessoas ilustres
- Sólon Borges dos Reis - político, educador, jornalista, advogado e poeta.

## Religião
O Cristianismo se faz presente na cidade da seguinte forma:

### Igreja Católica

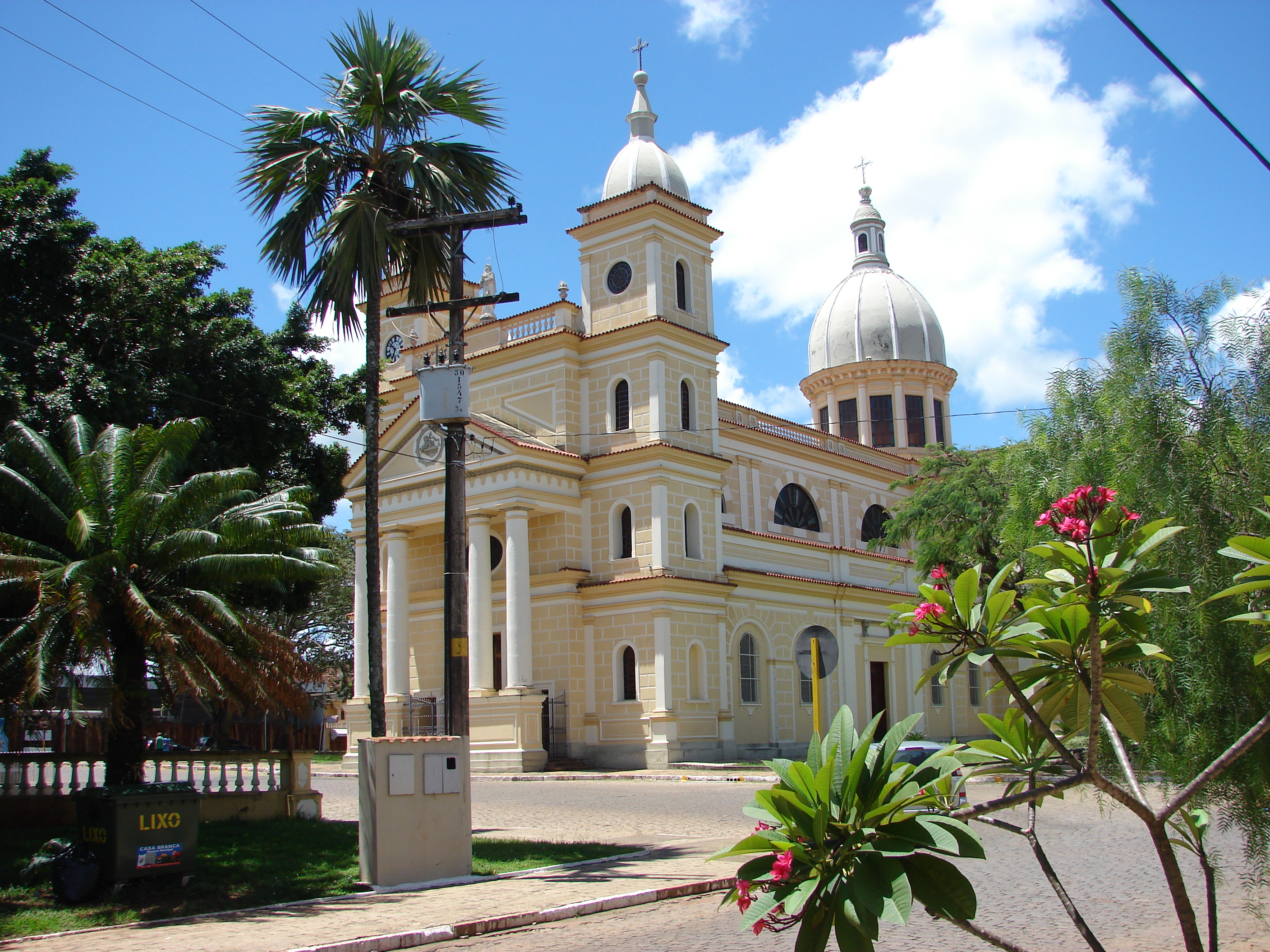
Igreja Matriz.

O município pertence à Diocese de São João da Boa Vista.
- Paróquia Nossa Senhora das Dores.
- Paróquia Nossa Senhora do Desterro.
- Paróquia São João Batista.
- Paróquia São Pedro Apóstolo.

### Igrejas Evangélicas
Entre as igrejas protestantes históricas, pentecostais e neopentecostais, encontram-se na cidade:
- Assembleia de Deus Ministério do Belém.[27][28]
- Congregação Cristã no Brasil.[29]
- Igreja do Evangelho Quadrangular.[30]